# Stubbe – Von Fall zu Fall/Episodenliste
Diese Episodenliste enthält alle Episoden der deutschen Krimireihe Stubbe – Von Fall zu Fall. 50 Folgen wurden zwischen dem 14. Oktober 1995 und 18. Januar 2014 in unregelmäßigen Abständen ausgestrahlt. Im Dezember 2018, Januar 2021, Dezember 2022 und Februar 2025 wurden jeweils ein Special ausgestrahlt. Noch vor der Erstausstrahlung des vierten Specials wurde bekanntgegeben, dass die Reihe eingestellt werde.